# Lizz Njagah
Elizabeth Anne Achieng 'Njagah (nacida el 26 de diciembre), conocida como Lizz Njagah, es una actriz, directora de cine y productora keniana.

## Biografía
Nacida y criada en Nairobi, es la séptima entre 10 hermanos. Tras la prematura muerte de su madre, su tía asumió su custodia.
Se casó con el cineasta y director Alex Konstantaras el 10 de junio de 2012 en la iglesia de San Alejandro en Grecia. El 10 de febrero de 2016, la pareja le dio la bienvenida a su primer hijo, Georgios Apolo Konstantaras.

## Carrera
Su carrera comenzó en 1998 después de unirse al Teatro Nacional de Kenia. Interpretó varias obras durante un año, antes de que le concedieran una pasantía de dos años con Phoenix Players. También apareció en varios comerciales de televisión para diferentes marcas, incluidas Lux Beauty Soap, Telkom Kenya.
En 2007, fue elegida como actriz principal en la telenovela educativa Makutano Junction como Nancy, junto a Maqbul Mohammed, Peter King Nzioka y Naomi Kamau. En 2010, produjo y actuó en una película, Me, My Wife and Her Guru.
En 2011, interpretó a la protagonista de la serie de drama médico Saints. También participó en la serie nigeriana de M-Net, Tinsel. En 2012, fue elegida para el papel protagónico de la road movie griega-keniana, Return of Lazarus, por la que ganó un premio a la Mejor Actriz en el Festival de Cine Griego de Londres por su interpretación de una inmigrante keniana.
En 2013, ella y su esposo produjeron la premiada película House of Lungula. La película recibió varios premios y nominaciones y principalmente críticas positivas. Ella interpretó a Lola Taylor, esposa del personaje de Ian Mbugua. En 2014, regresó a la televisión protagonizando la serie Jane and Abel, como Jane, una madre amorosa y el personaje central de la telenovela. En 2015, interpretó a la protagonista en Cómo encontrar un marido, junto a Sarah Hassan, Mumbi Maina, Nana Gichuru y Nice Githinji.
También tuvo el papel principal en la película de comedia erótica Fundi-Mentals.

## Filmografía

### Cine
| Año  | Título                   | Rol         | Notas                                                                 |
| ---- | ------------------------ | ----------- | --------------------------------------------------------------------- |
| 2010 | Me, My Wife And Her Guru | Angela      | Nominada — Kalasha Awards como mejor actriz principal en una película |
| 2012 | The Return of Lazarus    | King'ora    |                                                                       |
| 2013 | House of Lungula         | Lola Taylor | También como productora ejecutiva y guionista                         |
| 2014 | Deceit                   | Sheila      |                                                                       |
| 2014 | Veve                     | Esther      |                                                                       |
| 2015 | Fundi-Mentals            |             | También como productora ejecutiva                                     |
| TBA  | Pearls of Africa         | Tess        | Posproducción                                                         |

### Televisión
| Año           | Título                 | Rol                | Notas                  |
| ------------- | ---------------------- | ------------------ | ---------------------- |
| 2007–presente | Makutano Junction      | Nancy              | Protagonista           |
| 2011          | Noose of Gold          |                    |                        |
| 2011          | Saints                 | Dr. Salma Suleiman |                        |
| 2012          | Tinsel                 | Tare Duke          |                        |
| 2014          | Jane & Abel            | Jane               | Protagonista           |
| 2014          | Drift Beyond Conscious |                    | Película de televisión |
| 2014          | Live or Die            | Rose               | Película de televisión |
| 2015          | How to Find a Husband  | Abigail            | Protagonista           |

## Premios y nominaciones
| Año  | Premio                       | Categoría    | Nominado          | Resultado | Ref    |
| ---- | ---------------------------- | ------------ | ----------------- | --------- | ------ |
| 2013 | London-Greek Festival Awards | Best Actress | Return of Lazarus | Ganadora  | [ 15 ] |